# Graçay
Graçay je francouzská obec v departementu Cher v regionu Centre-Val de Loire. V roce 2010 zde žilo 1 500 obyvatel. Je centrem kantonu Graçay.

## Vývoj počtu obyvatel
Počet obyvatel 